# Elucja

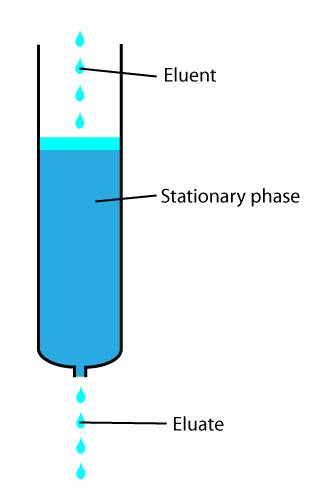
Elucja na kolumnie chromatograficznej podczas chromatografii cieczowej.
Od góry: eluent, faza stała z zaadsorbowaną substancją i eluat

Elucja, eluowanie – proces wymywania za pomocą eluentu (fazy ruchomej) substancji zaadsorbowanej wcześniej na fazie stałej (stacjonarnej). Ciecz wypływająca z fazy stałej to eluat. W chromatografii gazowej elucję przeprowadza się za pomocą gazu nośnego, a w chromatografii cieczowej za pomocą rozpuszczalników ciekłych. Zastosowanie odpowiednich warunków elucji jest podstawą powodzenia procesu chromatografii.
W technikach biologii molekularnej elucję wykorzystuje się do odzyskiwania białek i kwasów nukleinowych lub ich fragmentów (np. oligopeptydów i oligonukleotydów) z żeli preparatywnych po rozdziale elektroforetycznym. Fragmenty żeli zawierające pożądane substancje wycina się i po rozdrobnieniu poddaje ekstrakcji za pomocą odpowiedniego roztworu buforowego. Efektywniejszą metodą jest elektroelucja, gdzie wypływanie substancji z wyciętego fragmentu żelu wymuszane jest przepływem prądu elektrycznego.